# 芥菜团子
芥菜团子，是流行于江西南昌的一种风味小点，为芥菜捣碎后，用小磨磨之，挤压出汁，再用汁水同晾干后的水磨纯糯米粉拌匀揉和，然后蒸至半成熟，取出揉匀，再用模具做出团子的形状。芥菜团子颜色呈青色，糯软香甜，表酥内嫩，是老南昌人的家常点心。